# Royal Racing Club de Bruxelles
Il Royal Racing Club de Bruxelles è stata una squadra di calcio belga, con sede a Bruxelles.
Fondata nel 1890 come club di atletica leggera, la sezione calcistica è stata aperta nel 1894. Nel 1895 fu uno dei membri fondatori Federazione calcistica belga, dominando i primi anni del campionato, ottenendo 6 titoli nelle prime 13 stagioni.
È anche il vincitore della prima Coppa del Belgio nel 1912. Dopo la prima guerra mondiale, il club trascorre le stagioni tra la prima e la terza divisione, non riuscendo mai a ritrovare la gloria di un tempo. Nel 1963, in difficoltà finanziarie, si fonde col White Star Woluwe.

## Storia

### Gli anni d'oro (1894-1914)

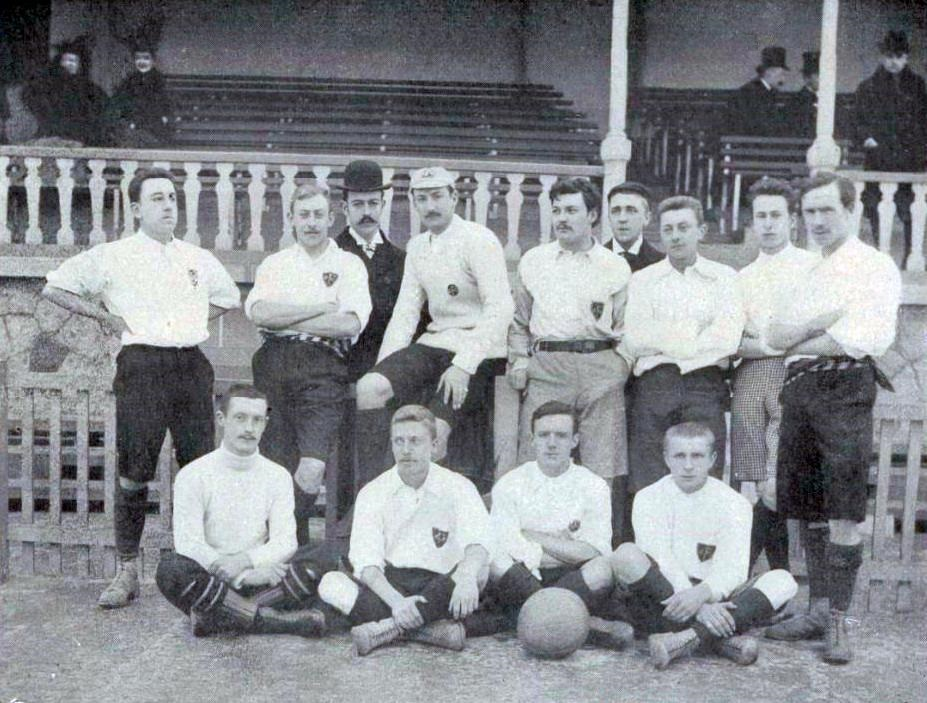
Il Racing Club di Bruxelles nel 1897.

Il Racing Club de Bruxelles è stato fondato nel 1890 a Koekelberg, nella Regione di Bruxelles-Capitale, come club di atletica leggera. Nel 1894 istituisce la propria sezione di calcio, che esordisce in partite amichevoli contro gli altri club di Bruxelles dello Sporting Club e del Léopold.
Il 1º settembre 1895 è uno dei 10 club fondatori della Federazione belga di calcio e partecipa al primo campionato del Belgio. Vince la seconda edizione nel 1897, per poi conquistare quattro titoli consecutivi tra il 1900 e il 1903. Nel frattempo, il club si trasferisce allo Stade du Vivier d'Oie, nel comune di Uccle.
Dal 1903 al 1907 subisce l'ascesa dell'Union Saint-Gilloise, che vince quattro campionati consecutivi. Nel 1908 il Racing diventa per la sesta e ultima volta campione del Belgio. Nel 1912 la federazione organizza la Coppa del Belgio e la squadra si aggiudica la prima edizione. Sarà l'ultimo trofeo di rilievo della storia del Racing.

### Le due guerre mondiali e il declino (1914-1945)
In seguito al primo conflitto mondiale il Racing non riesce più a lottare per le prime posizioni del campionato. Nel 1925, dopo 25 anni di militanza ininterrotta in prima divisione, retrocede in Tweede klasse. È stato l'ultimo club fondatore a lasciare la massima divisione belga. Dopo una sola stagione il Racing risale in Division 1 e vi rimane fino al 1930, ottenendo piazzamenti di metà classifica.
Gli anni '30 sono caratterizzati da continue retrocessioni a cui seguono altrettante promozioni tra prima e seconda divisione, dimostrandosi la classica squadra "ascensore". Nel 1937 finisce addirittura in Derde Klasse, la terza serie. 

### Il canto del cigno nel dopoguerra: 1945-1963
Dopo il conflitto, la federazione decide di annullare le retrocessioni avvenute durante i campionati di guerra, mantenendo però le promozioni. Ciò consente al Racing di rimanere nella massima divisione. Le prime due stagioni postbelliche sono buone, con la squadra che conquista un 4º e 5º posto. Nel 1948 il Racing si trasferisce allo Stade des Trois Tilleuls (Stadio dei Tre Tigli) a Watermael-Boitsfort, che può ospitare fino a 40.000 spettatori. Per l'inaugurazione dello stadio si organizza un'amichevole di grande prestigio contro una delle squadre più forti di quel periodo, il Torino.
(Dominic Bliss, Erno Egri Erbstein: L'allenatore del grande Torino)
(Franco Ossola, Renato Tavella, Il romanzo del grande Torino)
Watermael-Boitsfort, 11 novembre 1948, Stade des Trois Tilleuls
 Racing Bruxelles –  Torino 
0 – 3
- Racing Bruxelles: Loeckx, Van Den Borre, Puttaert, Boete, François, Van Kerthouse, Coenen, Ceuleers, Dewin, Woussure, Van der Broeke. A disposizione: Timmermans, Hamme.  Allenatore: .

- Torino: Bacigalupo, Ballarin, Maroso, Martelli, Rigamonti, Fadini, Ossola, Loik, Gabetto, Mazzola, Bongiorni. A disposizione: Gandolfi, Operto, Giuliano, Grava.  Allenatore: Ernő Erbstein.

- Arbitro: - Van Laethem
- Marcatori:  7’,  85’ Ossola,  10’ Grava
- Spettatori: - 40.000

Ormai lontano dai fasti di un tempo, dal 1948 il Racing disputa cinque stagioni al di sotto delle aspettative in Division d'Honneur. Il culmine negativo viene raggiunto col penultimo posto del 1951-52 che significa retrocessione. Nel 1954 la squadra ritorna in massima serie per l'ultima volta della sua storia e, sempre in quell'anno, la società è costretta a lasciare lo stadio a causa di un conflitto con l'amministrazione comunale. Si trasferisce quindi all'Heysel, stadio dalla imponente capacità, che rivelerà con i numerosi sedili vuoti la scarsa affluenza alle partite casalinghe del Racing. Dalla seconda metà degli anni '50 fino al 1963 alterna stagioni in seconda e terza divisione.

### La fusione col White Star (1963)
Nel giugno del 1963 il panorama calcistico di Bruxelles è cambiato in modo significativo rispetto alla prima metà del XX secolo. Rispetto a prima della seconda guerra mondiale, la squadra più forte della zona della capitale ora è l'Anderlecht, che domina anche a livello nazionale. Mentre squadre come l'Union Saint-Gilloise e il Daring si mantengono nella prima categoria, i loro concittadini del White Star e dello stesso Racing sono ormai sprofondati nei campionati amatoriali.
Emile Michiels, ricco uomo d'affari di Bruxelles, entra quindi nel mondo del calcio, entrando del Consiglio di amministrazione del Racing Bruxelles e di un altro club dilettantistico, La Rhodienne. Successivamente acquista la maggioranza delle azioni del White Star, l'altro club cittadino sull'orlo del fallimento, diventandone il proprietario. Il direttore del Racing Henri Mabille, deluso da questa scelta, ricontatta comunque Michiels per chiedergli la fusione. Alla fine i due manager trovano l'accordo e il 23 giugno 1963 Racing e White Star, insieme ad altre società minori, si fondono nel Racing White Daring Molenbeek.

### Eredità
Il 28 agosto 1985 un nuovo club è stato fondato con il nome Racing Club de Bruxelles e nel 1989 si fonde col Watermael. Nel 1991 la compagine viene accorpata al RRC Boitsfort e gioca le gare casalinghe nel vecchio impianto del Racing dello Stade des Trois Tilleuls. Nel 2004 il club cambia nuovamente nome in Royal Racing Club Boitsfort e, un anno dopo, viene creata la società dell'RRC de Bruxelles 1891. I due club militano attualmente nei campionati delle serie provinciali.

## Palmarès

### Competizioni nazionali
- Campionato belga: 6

1896-1897, 1899-1900, 1900-1901, 1901-1902, 1902-1903, 1907-1908
- Coppa del Belgio: 1

1911-1912
- Tweede klasse: 3

1925-1926, 1931-1932, 1941-1942
- Derde klasse: 2

1937-1938, 1958-1959

### Altri piazzamenti
- Campionato belga:

Secondo posto: 1897-1898, 1898-1899, 1902-1903, 1904-1905, 1906-1907
Terzo posto: 1905-1906, 1911-1912, 1912-1913
- Coppa del Belgio:

Semifinalista: 1912-1913

## Allenatori
- Charles Bunyan - allenatore dal 1909 al 1911

## Calciatori
- Cyrille Bunyan - viene convocato dal Regno Unito per i Giochi Olimpici 1920
- Arthur Ceuleers - miglior marcatore della storia del massimo campionato belga
- Raymond Goethals - portiere dal 1949 al '52, da allenatore ha vinto la Champions League 1992-1993 col Marsiglia
- Jules Lavigne - ha preso parte alle Olimpiadi 1928 col Belgio
- Jacques Moeschal - partecipò alle Olimpiadi 1928 e ai Mondiali 1930
- Camille Nys - ha militato anche nel Milan
- Jozef Vliers - ha preso parte ai Mondiali 1954

### Vincitori di titoli
Calciatori campioni olimpici di calcio
- Jean De Bie (Anversa 1920)